# Nasu no Yoichi
Nasu Yoichi (那須与一, env. 1169-env. 1232) ou de son nom complet, Nasu no Suketaka Yoichi, était un samouraï de la fin de l'époque de Heian (794-1185) qui doit sa célébrité à un haut fait militaire de la guerre de Genpei relaté dans le Heike monogatari.

## Naissance d'un héros historique
Selon Le Dit des Heike, une épopée du Japon médiéval narrant la lutte pour le pouvoir de deux clans rivaux : les Genji (ou Minamoto) et les Heike (ou Taira), à la bataille navale de Yashima en 1185, un archer de la province de Shimotsuke, Nasu no Yoichi, relève victorieusement un défi. D'une seule flèche, le samouraï, qui s'est avancé dans la mer aux ordres de Minamoto no Yoshitsune, atteint au loin le centre d'un éventail attaché au mât d'une embarcation dans laquelle se tient debout, malgré le tangage qui agite le bateau, une dame au service des Heike. Cet éventail était censé protéger des flèches ennemies les navires de la flotte des Heike — selon l'historien Stephen Turnbull, le but de la manœuvre était de faire gaspiller de précieuses flèches aux Minamoto ; selon Jonathan Clements, les Taira voulaient inciter le téméraire Yoshitsune à se découvrir. Cet exploit fonde la légende du modeste guerrier du clan Genji et les débris de la cible mouvante qui disparaissent dans les flots marins annoncent la chute de la famille Heike et la fin de l'époque de Heian (794-1185),.

## Après la guerre de Genpei
Une fois la guerre de Genpei terminée et le clan Taira vaincu, le nouveau shogun Minamoto no Yoritomo le récompense en le faisant daimyō du château de Tottori, mais il perd cette position après avoir été battu par Kagetoki Kajiwara dans une compétition de chasse. Il quitte alors la province d'Echigo, et, après la mort de Yoritomo, devient moine bouddhiste au sein de la secte Jōdo shin.
On suppose qu'il est mort en 1232, à l'âge de 64 ans, au cours d'une cérémonie tenue à Kōbe en l'honneur des morts de la guerre de Genpei.

## Dans la culture
Il est l'un des personnages principaux du manga Drifters.